# Sulpícia (segle I dC)
|  | Aquest article tracta sobre la poeta del segle I dC. Vegeu-ne altres significats a «Sulpícia». |

Sulpícia (en llatí Sulpicia) va ser una poeta romana del final del segle i. Formava part de la gens Sulpícia.
Va ser cèlebre per la seva expressivitat amorosa dirigida al seu marit Calè (Calenus). En fan menció amb elogi Marcial, Ausoni i Sidoni Apol·linar. Juvenal va conservar algunes línies de la seva obra. Ausoni, en la seva obra Satyricon Carmen sive Ecloga de edicto Domitiani, o Satyra de corrupto republicae statu temporibus Domitiani, inclou uns versos que es creu que eren d'aquesta poeta. Des d'un punt de vista literari, els poemes tenen poc sentit i molt poc esperit.